# Culex sedlacekae
Culex sedlacekae är en tvåvingeart som beskrevs av Sirivanakarn 1968. Culex sedlacekae ingår i släktet Culex och familjen stickmyggor. Inga underarter finns listade i Catalogue of Life.